# Station Köln Trimbornstraße
Station Köln Trimbornstraße (Duits: Bahnhof Köln Trimbornstraße) is een S-Bahnstation in het stadsdeel Kalk van de Duitse stad Keulen. Het station ligt aan de spoorlijn aansluiting Köln Posthof - aansluiting Köln Steinstraße.

## Treinverbindingen
| Serie | Treinsoort                  | Route | Bijzonderheden                                                                                          |
| ----- | --------------------------- | --- | --- |
| S 12  | S-Bahn (DB Regio NRW)       | Horrem – Köln-Ehrenfeld – Köln Hbf – Köln Trimbornstraße – Porz-Wahn – Troisdorf – Siegburg/Bonn – Hennef (Sieg) – Eitorf – Au (Sieg)                                    | Dienstregeling S12 geldig vanaf 10-12-2023                                                              |
| S 19  | S-Bahn (DB Regio NRW)       | (Aachen Hbf – ) Düren – Horrem – Köln-Ehrenfeld – Köln Hbf – Köln Trimbornstraße – Köln/Bonn Luchthaven – Troisdorf – Siegburg/Bonn – Hennef (Sieg) – Eitorf – Au (Sieg) | Rijdt alleen twee keer per nacht tussen Aachen Hbf en Düren. Dienstregeling S19 geldig vanaf 10-12-2023 |
| RB 25 | Regionalbahn (DB Regio NRW) | Köln Hansaring – Köln Hbf – Köln Trimbornstraße – Rösrath – Overath – Dieringhausen – Gummersbach – Meinerzhagen – Brügge (Westf) – Lüdenscheid                          | Oberbergische Bahn Köln-Engelskirchen 2x per uur, 1x per uur van/naar Lüdenscheid                       |

Düren ·
Merzenich ·
Buir ·
Sindorf ·
Horrem ·
Frechen-Königsdorf ·
Köln-Weiden West ·
Köln-Lövenich ·
Köln-Müngersdorf Technologiepark ·
Köln-Ehrenfeld ·
Köln Hansaring ·
Köln Hbf ·
Köln Messe/Deutz ·
Köln Trimbornstr ·
Köln Airport Businesspark ·
Köln Steinstraße ·
Porz (Rhein) ·
Porz-Wahn ·
Spich ·
Troisdorf ·
Siegburg/Bonn ·
Hennef (Sieg) ·
Hennef im Siegbogen ·
Blankenberg (Sieg) ·
Merten (Sieg) ·
Eitorf ·
Herchen ·
Dattenfeld ·
Schladern (Sieg) ·
Rosbach (Sieg) ·
Au (Sieg)